# Salsola makranica
Salsola makranica är en amarantväxtart som beskrevs av Helmut E. Freitag. Salsola makranica ingår i släktet sodaörter, och familjen amarantväxter. Inga underarter finns listade i Catalogue of Life.